# Moonpool

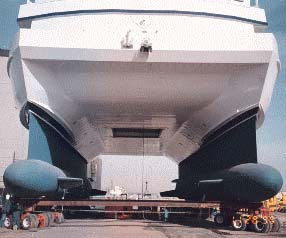
Le moonpool du RV Western Flyer entre ses deux coques

Un moonpool (également moon-pool ou moon pool), ou « puits central » selon FranceTerme, est un équipement courant des plates-formes pétrolières, des navires de forage et de certains bateaux de pêche et navires océanographiques ainsi que des habitats sous-marins. Il s'agit d'une ouverture dans le plancher ou la base de la coque ou de la plate-forme donnant accès à l'eau en dessous, permettant aux techniciens ou aux chercheurs d'immerger des outils et des instruments. Il offre abri et protection contre le vent et la houle, de sorte que même si le navire est en haute mer ou entouré de glace, les chercheurs peuvent travailler confortablement plutôt que sur le pont exposé aux éléments. Un moonpool lunaire permet également aux plongeurs, aux cloches de plongée, aux robots et drones sous-marins d'entrer et de sortir de l'eau facilement et dans un environnement protégé.

## Première utilisation en forage pétrolier maritime
L'utilisation de moonpools provient de l'industrie pétrolière, qui les utilise en mer ou en lac, pour faire passer l'équipement de forage dans l'eau depuis une plate-forme ou un navire de forage. Les tuyaux de forage peuvent ainsi traverser verticalement la structure ou la coque.

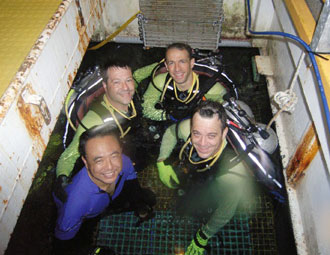
L'équipage de NEEMO 13 dans le moonpool de la base Aquarius

## Types de moonpool
On trouve essentiellement quatre types de moonpool, différenciés par la position par rapport à la surface de l'eau, illustrés par les schémas en coupe ci-dessous.

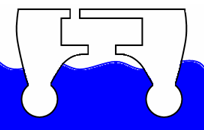
moonpool ouvert au-dessus de la surface, dans un catamaran
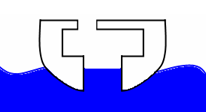
un moonpool situé au niveau de la surface, dans un bateau ou une structure flottante
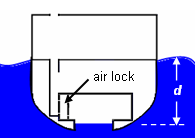
un moonpool situé sous la surface dans une chambre pressurisée, dans un bateau
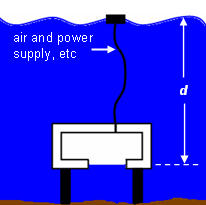
un moonpool situé sous la surface de l'eau, dans une chambre pressurisée entièrement immergée